# Эльснер, Евгений Феликсович
Евге́ний Фе́ликсович Э́льснер (1867—1930) — генерал-лейтенант, главный начальник снабжений армий Юго-Западного фронта. Участник Белого движения, один из основателей Добровольческой армии.

## Биография
Родился 12 декабря 1867 года[по какому календарю?] в семье старшего сына Ф. Б. Эльснера, Иосифа (1794 — после 1840).
Окончил Тифлисский кадетский корпус (1885) и Михайловское артиллерийское училище (1888), откуда выпущен был подпоручиком в 18-ю конно-артиллерийскую батарею; поручик (1890), штабс-капитан (1895).
В 1895 году окончил Николаевскую академию Генерального штаба по 1-му разряду. По окончании академии состоял обер-офицером для поручений при штабе Кавказского военного округа (1896—1901) и старшим адъютантом штаба того же округа (1901—1904). В 1904 году был назначен начальником штаба 6-го округа Отдельного корпуса пограничной стражи. 20 февраля 1906 года назначен исправляющим должность Ставропольского губернатора; капитан (1897), подполковник (1901), полковник (за отличие, 1905).
С 25 августа 1906 года состоял в прикомандировании к Главному управлению Генерального штаба, затем был делопроизводителем Азиатского отдела Главного штаба (1907) и начальником отделения Главного штаба (1907—1910); 22 сентября 1910 года назначен помощником начальника отдела по устройству и службе войск; 10 апреля 1911 года произведён в генерал-майоры «за отличие»; 25 августа 1912 года назначен помощником начальника Главного управления по квартирному довольствию войск.
С началом Первой мировой войны, 19 июля 1914 года назначен помощником Главного начальника, а 23 июля 1916 года — Главным начальником снабжений армий Юго-Западного фронта. В 1916 году произведён в генерал-лейтенанты. В августе 1917 года поддержал Корниловское выступление, послав Временному правительству телеграмму о своей солидарности с генералами Корниловым и Деникиным. Отчислен от должности 30 августа 1917 года. Был арестован в Житомире по требованию рабочих и солдат местного гарнизона. Содержался сперва в Бердичеве, а затем в Быхове вместе с остальными арестованными по делу Корнилова.
В декабре 1917 года выехал на Дон, где стал одним из основателей Добровольческой армии. В январе 1918 года был назначен начальником снабжения Добровольческой армии, участвовал в 1-м Кубанском походе, будучи также начальником обоза с боеприпасами и санитарного транспорта с ранеными. В июне 1918 года был назначен полномочным представителем Добровольческой армии при Донском атамане генерале Краснове — до февраля 1919 года. После избрания атаманом генерала Богаевского вернулся в отдел снабжения штаба ВСЮР. Тяжело заболев, был эвакуирован в Сербию в марте 1920 года.
В эмиграции находился в Югославии. В 1921—1929 годах был преподавателем Крымского, а затем Первого русского кадетского корпуса. Состоял членом Общества офицеров Генерального штаба. Жил в Белой Церкви, где и умер в 1930 году. Похоронен на местном кладбище.

## Награды
- Орден Святого Станислава 3-й ст. (1897);
- Орден Святой Анны 3-й ст. (1900);
- Орден Святого Станислава 2-й ст. (1903);
- Орден Святого Владимира 4-й ст. (1908);
- Орден Святого Владимира 3-й ст. (1910);
- Орден Святого Станислава 1-й ст. (6.12.1912);
- Орден Святой Анны 1-й ст. (6.04.1914);
- Орден Святого Владимира 2-й ст. (ВП 18.03.1915);
- Орден Белого Орла (6.12.1915).
- Знак 1-го Кубанского (Ледяного) похода

## Семья
Был женат на Марии Михайловне Сазоновой (1872—24.04.1962). Их сыновья:
- Игорь (1893—?), окончил Михайловское артиллерийское училище (1913), полковник лейб-гвардии 1-й артиллерийской бригады. Участник Белого движения в составе ВСЮР и Русской армии Врангеля. В эмиграции: в начале 1920 года — на о. Принкипо; в 1932 году — в Чехословакии[2]
- Владимир (?—1987), окончил Александровский кадетский корпус (1917), вольноопределяющийся. В эмиграции в Югославии и Чехословакии, после 1945 года — в Аргентине и Венесуэле.
- Алексей (?—2002), кадет Донского кадетского корпуса. В эмиграции в Югославии, окончил Крымский кадетский корпус (1925), инженер. После 1945 года — в Аргентине.